# Сара Холанд
Сара Гертън (на английски: Sarah Gerton) е американска редакторка и писателка на произведения в жанра фентъзи. Пише под псевдонима Сара Холанд (на английски: Sara Holland).

## Биография и творчество
Сара Мари Гертън е родена през 1993 г. в Минесота, САЩ. Израства в малко градче в Минесота. От малка е запалена читателка и опитва да пише. Завършва Уеслианския университет, където посещава и курс по творческо писане. След дипломирането си работи на временни места, включително в държавната администрация, преди да се премести в Ню Йорк. Посещава курс за издателска дейност и после работи като асистент редактор в литературна агенция.
Първият ѝ роман „Евърлес“ от едноименната поредица е издаден през 2018 г. В кралство Семпера времето служи за разменна монета – то се изблича от кръвта, за да се прибавят часове, дни или години към човешкия живот. Аристократи, като Гърлинг, притежават векове, други живеят малко и в нищета. Джулс Ембър, която е избягала с баща си преди десетилетие от двореца на Евърлес, трябва да се върне, за да му осигури още време. В двореца се подготвя сватбата на Роан, най-младия лорд Гърлинг. Джулс е приета добре от Роан, но скоро разбира, че Евърлес крие неочаквани опасности и изкушения. Решенията ѝ ще променят не само нея, но и обрат във времето.
Сара Гертън живее в Ню Йорк.

## Произведения

### Серия „Евърлес“ (Everless)
1. Everless (2018)
Евърлес, изд.: „Егмонт България“, София (2018), прев. Лили Илиева
2. Evermore (2018)
Евърмор, изд.: „Егмонт България“, София (2019), прев. Лили Илиева

### Серия „Хейвънфол“ (Havenfall)
1. Havenfall (2020)
2. Phoenix Flame (2021)